# Catharine Macaulay
Catharine Macaulay, nata Sawbridge, (Olantigh, 23 marzo 1731 – Binfield, 22 giugno 1791) è stata una storica britannica.

## Primi anni
Catharine Macaulay era la figlia di John Sawbridge (1699–1762) e sua moglie Elizabeth Wanley (morta nel 1733) di Olantigh. Sawbridge era un proprietario terriero di Wye.
Macaulay fu educata privatamente a casa da una governante. Nel primo volume della sua History of England affermò che fin dalla tenera età era una lettrice prolifica, in particolare di "quelle storie che mostrano la libertà nel suo stato più elevato negli annali delle repubbliche romana e greca ... [fin dall'infanzia] la libertà divenne oggetto di un culto secondario". Tuttavia questo racconto è in contrasto con ciò che disse al suo amico Benjamin Rush, al quale si descrisse come "una ragazza senza pensieri fino all'età di vent'anni, momento in cui assunse un gusto per i libri e la conoscenza leggendo uno strano volume di un po' di storia che aveva raccolto in una finestra della casa di suo padre". Disse anche a Caleb Fleming che non conosceva né il latino né il greco.
Poco si sa dei suoi primi anni di vita. Nel 1757 la studiosa di latino e greco Elizabeth Carter visitò una funzione a Canterbury dove incontrò Macaulay, allora ventiseienne. In una lettera a un amico Carter descrisse Macaulay come una "donna molto sensibile e gradevole, e molto più profondamente istruita di quanto sembri una bella signora; ma tra le leggi spartane, la politica romana, la filosofia di Epicuro e l'arguzia di S. Evremond, sembra che abbia formato un sistema straordinario".
Il 20 giugno 1760 sposò un medico scozzese, il dottor George Macaulay (1716-1766), e vivssero a St James's Place, Londra. Rimasero sposati per sei anni fino alla sua morte nel 1766. Ebbero una figlia di nome Catharine Sophia.

## The History of England
Tra il 1763 e il 1783 Macaulay scrisse in otto volumi The History of England from the Accession of James I to that of the Brunswick Line. Tuttavia, quando completò gli ultimi tre volumi si rese conto che non avrebbe raggiunto il 1714 e così cambiò il titolo in The History of England from the access of James I to the Revolution. Essendo praticamente sconosciuta prima della pubblicazione del primo volume, dall'oggi al domani divenne "la celebre Mrs. Macaulay". Fu la prima donna inglese a diventare una storica e durante la sua vita l'unica storica donna al mondo.
L'History è una storia politica del XVII secolo. Il primo e il secondo volume coprono gli anni 1603–1641, i volumi tre e quattro coprono il 1642–1647, il volume cinque copre il 1648-1660, i volumi sei e sette coprono il 1660–1683 e l'ultimo volume abbraccia il 1683–1689. Macaulay scelse questo periodo perché, come scrive nel primo volume, voleva "rendere giustizia ... alla memoria dei nostri illustri antenati". Si lamentava del fatto che i suoi contemporanei avessero dimenticato che i privilegi di cui godevano erano stati combattuti da "uomini che, con il rischio e persino la perdita delle loro vite, attaccarono le formidabili pretese della famiglia Stewart ed eressero le bandiere della libertà contro una tirannia che era stata stabilita per una serie di più di centocinquanta anni".
Credeva che gli anglosassoni avessero posseduto libertà e uguaglianza con le istituzioni rappresentative, ma che queste fossero andate perse alla conquista normanna. La storia dell'Inghilterra, secondo Macaulay, era la storia della lotta degli inglesi per riconquistare i loro diritti che furono schiacciati dal "giogo normanno". Considerava il Commonwealth d'Inghilterra come "l'età più brillante che avesse mai adornato le pagina di storia... Gli annali dell'Umanità non hanno mai fornito l'esempio di un governo così di recente costituzione, così formidabile agli stati stranieri come lo era in questo periodo del Commonwealth inglese". Il Long Parliament è stato "il governo più patriottico che abbia mai benedetto le speranze e gli sforzi militari di un popolo coraggioso". Il combattimento dell'esercito parlamentare "non è stato un commercio di sangue, ma uno sforzo di principio e obbedienza al richiamo della coscienza, e la loro condotta non era solo priva di insolenza, ma benevola e umana".
Macaulay giustificò l'esecuzione del re Carlo I affermando che "i re, i servi dello Stato, quando sono degenerati in tiranni, hanno perso il diritto al governo". Seguendo l'argomento del Defence of the People of England di John Milton sostenne che "i giuramenti di fedeltà dovevano essere intesi come condizionalmente vincolanti, secondo l'osservanza dei giuramenti che i re facevano al loro popolo. E né le leggi di Dio né la natura erano contro i popoli che mettevano da parte i re e il governo regale, e l'adozione di forme più convenienti".
Era molto critica nei confronti di Oliver Cromwell, che descrisse come "un vanitoso usurpatore" e come un "individuo, in nessun modo esaltato al di sopra dei suoi fratelli in nessuna di quelle doti private che costituiscono la vera grandezza del carattere, o eccellere in qualsiasi qualità, ma nella misura di un'ambizione vana e malvagia". A lui si deve la fine di un "periodo di gloria nazionale ... quando l'Inghilterra, dopo una così lunga soggezione alla tirannia monarchica, mal governò nella costituzione del suo governo ... ogni circostanza di gloria, saggezza e felicità legate all'antichità o imperi moderni ".
La sua visione della gloriosa rivoluzione del 1688 fu critica. Riconosceva che il Revolution Settlement limitava il potere della corona e aveva rifiutato "il diritto ereditario indefettibile" a favore di "un contratto con il popolo" come base del potere della monarchia. Tuttavia affermò inoltre che i patrioti avevano trascurato "questa giusta opportunità di tagliare tutte le prerogative della corona" che avevano "giustamente imputato le calamità e le ferite subite dalla nazione". Il Revolution Settlement non aveva "ammesso nessuno di quei perfezionamenti e miglioramenti che l'esperienza dell'umanità aveva permesso loro di fare nella scienza della sicurezza politica".
Macaulay condivise l'anticattolicesimo dei suoi compagni radicali, scrivendo nel capitolo che copre la ribellione irlandese del 1641 dei "tentativi incessanti con ogni tipo di mezzo da parte dei papisti di riportare tutte le cose alla soggezione alla Chiesa di Roma; dichiarano che la fede non deve essere mantenuta con gli eretici; i loro principi religiosi sono calcolati per il sostegno del potere dispotico e incoerenti con il genio di una costituzione libera".
Nel corso della sua History, Macaulay mostrò preoccupazione per il carattere morale e la condotta dei suoi sudditi. L'interesse personale era ai suoi occhi il peggior difetto di cui un re o un politico fosse capace. Criticava "la loro apparente devozione alla politica per guadagno personale piuttosto che per il progresso della libertà". Il suo approccio era morale, poiché credeva che solo un popolo virtuoso potesse creare una repubblica.
I whig accolsero con favore i primi volumi della History come una loro risposta Whig alla History of England tory di David Hume. Tuttavia nel 1768 i rapporti tra lei e i whig si raffreddarono. Il quarto volume della storia riguardava il processo e l'esecuzione di Carlo I. Macaulay espresse l'opinione che l'esecuzione di Carlo fosse giustificata, lodò il Commonwealth d'Inghilterra e rivelò simpatie repubblicane. Ciò le fece perdere la fiducia dei Rockingham whig.
Thomas Hollis registrò nel suo diario (30 novembre 1763) che "la storia è scritta onestamente, con notevole capacità e spirito; ed è piena dei più liberi, più nobili sentimenti della libertà". Horace Walpole scrisse a William Mason, citando con approvazione l'opinione di Thomas Gray che fosse "la storia dell'Inghilterra più sensata, inalterata e migliore che abbiamo mai avuto". All'inizio del 1769 Horace Walpole scrisse di un pranzo con "la famosa Mrs. Macaulay": "È uno dei luoghi che tutti gli stranieri sono portati a vedere". Tuttavia Walpole in seguito cambiò opinione: "La storica donna tanto parziale alla causa della libertà quanto bigotta alla Chiesa e monarchica alla tirannia, esercitava una forza virile con la gravità di una filosofa. Troppo prevenuta per immergersi nelle cause, imputa tutto a visioni tiranniche, nulla a passioni, debolezze, errori, pregiudizi, e tanto meno a ciò che opera più spesso e la sua ignoranza di cui la qualificava meno per una storica - a incidenti e piccoli motivi ".
William Pitt elogiò la History alla Camera dei Comuni e denunciò il pregiudizio del partito Tory di Hume. Anche Joseph Priestley e John Wilkes approvarono. Intorno al 1770 Lord Lyttelton scrisse che Macaulay era "un vero prodigio", con i suoi ritratti "sul bancone di ogni venditore di stampe". Di lei fu creata una figura di porcellana di Derby e una delle prime figure di cera a grandezza naturale di Patience Wright. James Burgh scrisse nel 1774 che Macaulay scrisse "allo scopo di inculcare al popolo britannico l'amore per la libertà e il loro paese". Gli statisti francesi Mirabeau, Jacques Pierre Brissot e il marchese de Condorcet pensavano che la History fosse un correttivo dell'opera di Hume. Nel 1798 il ministero dell'Interno francese raccomandò la History in un elenco di opere idonee ai premi scolastici.
La sua fama terminò nel 1778 quando si risposò, con molti dei suoi amici e sostenitori che la abbandonarono. Da quel momento scomparve nell'oscurità, solo occasionalmente riemergendo agli occhi del pubblico.
Macaulay desiderava anche scrivere History of England from the Revolution to the Present Time, tuttavia fu completato solo il primo volume (che copre il 1688–1733).

## Politica
Macaulay fu associata a due gruppi politici negli anni 1760 e 1770: i real whig e i wilkiti. Tuttavia era più interessata alla polemica che alla strategia quotidiana. Fu una sostenitrice di John Wilkes durante la controversia del 1760 e fu strettamente associata alla Società radicale per i sostenitori del Bill of Rights. Entrambi questi gruppi volevano riformare il Parlamento.

Il tory Samuel Johnson fu un critico della sua politica: 
 Nel 1790 Macaulay affermò di parlare solo di disuguaglianza politica, insistendo che non stava "discutendo contro quella disuguaglianza di proprietà che deve più o meno avvenire in tutte le società".
Si oppose all'emancipazione cattolica, criticando nel 1768 coloro che "fingono di essere amici della Libertà e (per affettazione di un modo di pensare liberale) tollererebbero i papisti". Considerava il popolo della Corsica come "sotto la superstizione papista" e raccomandava le opere di Milton affinché si illuminasse.
Sostenne l'esiliato corso Pasquale Paoli. Nel suo Sketch of a Democratical Form of Government sostenne uno stato a due camere (Senato e Popolo). Scrisse che "Il secondo ordine è necessario perché... senza che le persone abbiano abbastanza autorità per essere classificate in questo modo, non ci può essere libertà". Il popolo dovrebbe avere il diritto di appellarsi contro la decisione di un tribunale al Senato e al Popolo. Inoltre, dovrebbe esserci una rotazione di tutti gli uffici pubblici per prevenire la corruzione. Era necessaria una legge agraria per limitare la quantità di terra che un individuo poteva ereditare per impedire la formazione di un'aristocrazia. Affermò che doveva esserci "un potere sfrenato depositato in qualche persona, capace dell'arduo compito di risolvere un simile governo" e affermò che questa persona sarebbe dovuta essere Paoli. Tuttavia Paoli prese le distanze da Macaulay poiché la sua unica preoccupazione era sostenere il sostegno inglese per la Corsica piuttosto che intervenire nella politica interna.
A proposito di Thoughts on the Cause of the Present Discontents di Edmund Burke scrisse che conteneva "un veleno sufficiente a distruggere tutta la piccola virtù e comprensione di una sana politica che era rimasta nella nazione", motivata dal "principio corrotto dell'interesse personale" della "fazione e partito aristocratico" il cui obiettivo era un ritorno al potere. Burke non si era accorto del fatto che il problema risiedeva nella corruzione che aveva le sue origini nella gloriosa rivoluzione. Il parlamento era ridotto a "un mero strumento di amministrazione regale" piuttosto che di controllo dell'esecutivo. Macaulay sostenne un sistema di rotazione per i parlamentari e "un potere elettorale più esteso ed equo".
Nessuna delle opere storiche o politiche di Macaulay riguardava i diritti delle donne. Nel suo appoggio alla riforma parlamentare, non prevedeva di concedere il voto alle donne. Fu fortemente influenzata dalle opere di James Harrington, in particolare dalla sua convinzione che la proprietà fosse il fondamento del potere politico.
Durante una visita in Francia nel 1774 cenò con Turgot, che le chiese se volesse vedere la reggia di Versailles. Lei rispose di "non voler vedere la residenza dei tiranni, non aveva ancora visto quella dei Georges".
La sua ultima opera fu una risposta in un opuscolo alle Riflessioni sulla Rivoluzione in Francia di Burke (1790). Scrisse che era giusto che i francesi non avessero sostituito Luigi XVI in quanto ciò avrebbe complicato il loro compito di garantire la libertà. Rispose al lamento di Burke dicendo che l'era della cavalleria era finita, affermando che la società dovrebbe essere liberata da "false nozioni di onore" che non erano altro che "barbarie sentimentali metodiche". Mentre Burke sosteneva i diritti ereditati degli inglesi piuttosto che i diritti astratti dell'uomo, Macaulay affermava che la teoria di Burke dei diritti come doni dei monarchi significava che i monarchi potevano altrettanto facilmente togliere i diritti che avevano concesso. Solo rivendicandoli come diritti naturali potevano essere garantiti. Il "vantato diritto di nascita di un inglese" aveva sempre considerato "una pretesa arrogante" perché suggeriva "una sorta di esclusione per il resto dell'umanità dagli stessi privilegi".

## Matrimonio con William Graham
La natura sempre più radicale del suo lavoro e il suo scandaloso matrimonio nel 1778 con William Graham (lei aveva 47 anni, lui 21) danneggiarono la sua reputazione in Gran Bretagna. William era il fratello minore del sessuologo James Graham, inventore del celestial bed.

## Treatise on the Immutability of Moral Truth
Per tutta la vita fu membro della Chiesa d'Inghilterra, sebbene la sua apparente libera espressione di opinioni religiose eterodosse avesse scandalizzato parte della sua contemporaneità e portato ad accuse di infedeltà. Nel suo Treatise scrisse che Dio era "onnipotente nel senso più ampio del termine, e che le sue opere e comandi" erano "fondati sulla giustizia e non sulla mera volontà". Il Treatise rivelò il suo ottimismo sull'umanità e la fede nel raggiungimento della perfezione negli individui e nella società. Inoltre affermò che la ragione, senza fede, era insufficiente e parlò della necessità per la Chiesa di concentrarsi "sulle dottrine pratiche della religione cristiana", come i poteri conferiti da Dio all'uomo di migliorare la propria condizione e ridurre il male. Inoltre respinse l'idea di una natura umana intrinseca: "Non c'è una virtù o un vizio appartenente all'umanità che non ci creiamo noi stessi".
Macaulay credeva nell'aldilà. Quando si ammalò gravemente nel 1777 a Parigi, disse a un amico che la morte non la spaventava perché era solo "una breve separazione tra amici virtuosi" e che dopo di che si sarebbero riuniti "in uno stato più perfetto".

## Letters on Education
Scrisse nel 1790 nelle sue Letters on Education, come fece Mary Wollstonecraft due anni dopo in A Vindication of the Rights of Woman, che l'apparente debolezza delle donne era dovuta alla loro carente istruzione.
Nelle Letters scrisse che "i pensieri di un universo senza padre, e un insieme di esseri lasciati liberi dal caso o dal destino l'uno sull'altro, senza altra legge che il potere imponga e l'opportunità dia il diritto all'esatto, fa rabbrividire la sensibilità della mente nell'indifferenza e nella disperazione".

## Visita negli Stati Uniti
Fu personalmente associata a molte figure di spicco tra i rivoluzionari statunitensi. Fu la prima radicale inglese a recarsi negli Stati Uniti dopo l'indipendenza, rimanendovi dal 15 luglio 1784 al 17 luglio 1785. Visitò James Otis e sua sorella Mercy Otis Warren. Mercy scrisse in seguito che Macaulay era "una signora le cui risorse di conoscenza sembrano essere quasi inesauribili" e scrisse a John Adams che era "una signora di talento straordinario, un genio dominante e brillantezza di pensiero". Secondo il biografo di Mercy, Macaulay ebbe "un'influenza più profonda su Mercy rispetto a qualsiasi altra donna della sua epoca". In seguito visitò New York e incontrò Richard Henry Lee, che in seguito ringraziò Samuel Adams per averlo presentato a "questa eccellente Signora". Su raccomandazione di Lee e Henry Knox, Macaulay rimase a Mount Vernon con George Washington e la sua famiglia. In seguito, Washington scrisse a Lee del suo piacere nell'incontrare "una Signora ... i cui principi sono così tanto e così giustamente ammirati dagli amici della libertà e dell'umanità".

## Ultimi anni
Secondo Mary Hays, Macaulay "aveva ricevuto un ingente materiale dal generale Washington" per scrivere una storia della rivoluzione americana ma che "il suo cattivo stato di salute" le aveva impedito di farlo. Macaulay scrisse a Mercy nel 1787: "Anche se la storia della tua tarda e gloriosa rivoluzione è ciò che certamente dovrei intraprendere se fossi di nuovo giovane, eppure per molte ragioni devo rifiutare un tale compito".
Morì a Binfield, nel Berkshire nel 1791.

## Opere
- The History of England from the Accession of James I to that of the Brunswick Line:
  - Volume I (1763).
  - Volume II (1765).
  - Volume III (1767).
  - Volume IV (1768).
  - Volume V (1771).
  - Volume VI (1781).
  - Volume VII (1781).
  - Volume VIII (1783).
- Loose Remarks on Certain Positions to be found in Mr. Hobbes's 'Philosophical Rudiments of Government and Society', with a Short Sketch of a Democratical Form of Government, In a Letter to Signor Paoli (1767).
- Observations on a Pamphlet entitled 'Thoughts on the Cause of the Present Discontents' (1770).
- A Modest Plea for the Property of Copyright (1774).
- An Address to the People of England, Scotland and Ireland on the Present Important Crisis of Affairs (1775).
- The History of England from the Revolution to the Present Time in a Series of Letters to a Friend. Volume I (1778).
- Treatise on the Immutability of Moral Truth (1783).
- Letters on Education with Observations on Religions and Metaphysical Subjects (1790).
- Observations on the Reflections of the Rt. Hon. Edmund Burke, on the Revolution in France (1790).